# 森田勇次郎
森田 勇次郎（もりた ゆうじろう、1865年4月25日〈慶応元年4月1日〉 - 1920年〈大正9年〉11月10日）は、日本の新聞記者、政治家。衆議院議員（静岡県郡部選出、当選2回）。族籍は静岡県平民。

## 経歴
肥後国天草郡志岐村（現・熊本県天草郡苓北町）に生まれた。森田市郞次の三男。1885年、東京専門学校（現・早稲田大学）邦語政治科を卒業。
1889年、静岡大務新聞社に聘せられた。1891年、静岡民友新聞を創立し主筆となった。静岡商業会議所書記長、同特別議員となった。進歩党静岡支部幹事として党務に尽瘁した。
1903年の第8回衆議院議員総選挙と1908年の第10回衆議院議員総選挙で当選。進歩党、憲政本党、立憲国民党に所属した。

## 人物
住所は静岡市四番町。

## 家族
森田家
- 妻・とく（1867年 - ?、愛知、伊藤清蔵の長女）[7]